# Domingo de Monteverde
Juan Domingo Francisco de Paula José Rafael del Sacramento de Monteverde y Ribas (San Cristóbal de La Laguna, España; 2 de abril de 1773 – San Fernando, Cádiz, España; 15 de septiembre de 1832) fue militar, político y Capitán General de Venezuela que, defendiendo la integridad de la Monarquía Española, combatió la causa revolucionaria independentista americana durante los años 1812 y 1813 en la Capitanía General de Venezuela, asumiendo el liderazgo del Ejército Realista en dicho país. 
Fue el responsable de la captura y aprehensión del Generalísimo Francisco de Miranda,  eminente prócer venezolano,  quien luego muere en La Carraca, España el 14 de julio de 1816.
Dirigió con éxito la campaña militar que acabaría con la caída de la Primera República de Venezuela en 1812, ello tras la firma de la Capitulación de San Mateo, donde obtuvo la rendición de los Ejércitos Patriotas, tras lo cual asumió el mando de la Capitanía General de Venezuela y la Presidencia de la Real Audiencia de Caracas. Fue vencido un año después por las fuerzas al mando de Simón Bolívar, durante la "Campaña Admirable", tras lo cual regresó a España, convaleciente de heridas de guerra.
Monteverde fue posteriormente ascendido a Brigadier y condecorado con la gran cruz de la Orden de Isabel la Católica y la Cruz Laureada de San Fernando, en su segunda clase, en reconocimiento a los servicios prestados a la Corona Española. Ejerció brevemente como Capitán General de Puerto Rico, fue Comandante Principal de los Tercios de Levante y llegó a ser Jefe de Escuadra de la Real Armada Española.

## Acciones militares en la Armada
Domingo de Monteverde nació el 2 de abril de 1773 en la ciudad canaria de San Cristóbal de La Laguna, hijo de Estanislao Monteverde Lugo y de Francisca Ribas, perteneciente a familias de terratenientes canarios. En 1785 ingresó como cadete en el Regimiento de Milicias Provinciales de La Villa (Orotava). Entró a la Armada en el año 1789, sentando plaza de guardiamarina el 17 de octubre de 1789 en la compañía del departamento de Cádiz. En 1793 fue ascendido a Alférez de Fragata, siendo embarcado en la escuadra de Juan de Lángara, que unida a la británica del almirante Samuel Hood, defendió el arsenal y la ciudad de Tolón frente al asedio de los revolucionarios. A las órdenes del general Federico Gravina, tomó parte en casi todas las acciones protagonizadas por este, siendo las más destacadas la defensa del fuerte de Málaga y su evacuación.
Ya como alférez de navío, a bordo de la fragata Paz, participa en la Batalla del Cabo de San Vicente, entre la escuadra española del general don José de Córdova y la británica del almirante John Jervis, el 14 de febrero de 1797. A finales de ese año pasó al apostadero de Algeciras, donde se le confirió el mando alternativo de varias cañoneras durante el ataque a Gibraltar, actuando como escolta de algunos de los convoyes que transitaban por la zona. En 1789 embarcó en el navío Bahama para servir en la escuadra de don José de Mazarredo Salazar, siendo destinado al año siguiente al arsenal de Ferrol, donde también combatió contra los británicos.
Pasó después a los batallones de Infantería de Marina en el departamento de Cádiz y siguiendo órdenes superiores, en 1801 embarcó en la fragata Santa Sabina para cruzar el océano y llegar a Cartagena de Indias, donde se le dio el mando del bergantín Cartagenero, que pertenecía a aquel apostadero. Luego transbordó al navío San Leandro, con el cual regresó a España a fines de 1803. Al presentarse nuevamente al apostadero de Cádiz en 1804, se le dio el mando una cañonera. Participó en la Batalla de Trafalgar, el 21 de octubre de 1805, a bordo del navío San Ildefonso, siendo herido y hecho prisionero. Luego de ser canjeado, fue destinado una vez más al departamento de Cádiz, donde se le nombró ayudante en la compañía de guardiamarinas y fue ascendido al grado de Teniente de Navío. 
Al sobrevenir la invasión napoleónica, recibió en Cádiz el mando de una batería de artillería con la cual estuvo hostigando a la escuadra francesa del almirante Rosily durante junio de 1808, contribuyendo a su rendición el 14 de ese mes. Hacia finales de ese año se le nombró Capitán de Cazadores del Segundo Batallón del Regimiento de Infantería de Marina, destinándosele a la región de Extremadura. Tomó parte en todas las acciones de guerra que se produjeron en esa región, a las órdenes de diferentes jefes e interviniendo decididamente en la batalla de Ciudad Real y posteriormente en la de Talavera, en la que fue derrotado el ejército napoleónico. Por esta última acción, Monteverde fue recompensado con el ascenso a Capitán de Fragata y condecorado con la cruz conmemorativa de dicha batalla.

## Campaña en Venezuela
Comienzan a soplar vientos de insurrección en los Virreinatos del Imperio Español y el 19 de abril de 1810, en Caracas, se conforma una junta de gobierno en defensa de la legitimidad y derechos de Fernando VII, Rey de España. Dicha junta cae en manos del sector más radical del proceso, llegando incluso a una total declaración de independencia el 5 de julio de 1811 y el establecimiento de la Primera República de Venezuela, con Francisco de Miranda como jefe militar. Monteverde aborda el navío San Lorenzo con destino a Cuba y Puerto Rico, recibiendo luego órdenes de partir hacia Venezuela para sofocar la revuelta y restablecer el orden imperial.

### Caída de la Primera República de Venezuela
Con el prestigio ganado en las Guerras Napoleónicas, llegó a Coro en marzo de 1812 procedente de Puerto Rico, con doscientos treinta soldados "entre españoles y coreanos, un cura de nombre Torellas, un cirujano, diez mil cartuchos, un obús de a cuatro y diez quintales de galletas". Como se ve, la fuerza militar de la cual disponía era insignificante para emprender una campaña militar exitosa. Tal escasez de recursos era una consecuencia directa de lo debilitado de las comunicaciones entre Madrid y los territorios americanos luego de la anulación del poderío naval español durante la Guerra de independencia española. Sin embargo, hubo un suceso determinante que terminó jugando en favor de Monteverde y la causa realista: el descontento social de la población con los nuevos gobernantes, lo cual impulsaría posteriormente a Bolívar a plantear una Guerra Social, reflexión que quedaría plasmada en su célebre Manifiesto de Cartagena. 
Monteverde tenía órdenes de marchar hacia Siquisique y unir sus fuerzas con las del cacique jirahara Juan de los Reyes Vargas, quien era afecto a la causa realista y tenía a su servicio otros doscientos fusileros y cien flecheros, con lo cual acumuló 1.550 hombres, entre oficiales y soldados. A pesar de que le fue comunicado que no prosiguiera su avance sin antes recibir apoyo de Coro, desobedeció tales órdenes, mezclando un poco de valentía y experiencia militar con buenas dosis de fortuna y asaltó Valencia, Barinas, El Tocuyo y San Carlos. Como no podía dejar fuerzas de ocupación, tuvo que regresar a Valencia a enfrentarse con los alzados republicanos, obteniendo una contundente victoria. Por esta hazaña, se le ascendió a Capitán de Navío y se le nombró Capitán General de Venezuela. Para neutralizar esta ofensiva, el gobierno republicano de Caracas había nombrado al general Francisco de Miranda como comandante en jefe del Ejército, quien estableció el grueso de sus tropas en Valencia y Puerto Cabello.
Camino de Caracas, fue sumando cada vez más voluntarios a su ejército, produciendo un repliegue de las fuerzas patriotas, al mando de Miranda. En junio llegó a las proximidades de La Victoria y San Mateo. Su exitoso avance fue favorecido por el apoyo social que le brindaron las castas desposeídas, quienes veían a su enemigo en los nuevos gobernantes mantuanos, hecho que además se reforzó con sucesos como el terremoto del 26 de marzo de 1812, cuando Monteverde tomaba la plaza de Barquisimeto, al mando de un ejército integrado en su mayoría por pardos, zambos, mulatos e isleños. 
La caída de la plaza de Puerto Cabello, al mando del entonces coronel Simón Bolívar, dio notable impulso a sus acciones, hasta entonces paralizadas como consecuencia de los fallidos ataques a La Victoria y a la carencia de material de guerra. En esa batalla, las fuerzas patriotas al mando de Miranda no pudieron resistir el embate de las tropas realistas comandadas por Monteverde, quien recibió en reconocimiento a esta acción la condecoración con la cruz de la Orden de Carlos III. Monteverde impuso a Miranda una capitulación que fue firmada por representantes de ambas partes beligerantes en San Mateo, el 25 de julio de 1812. Con este acto cesó toda la resistencia que hasta ese momento se había opuesto a la ofensiva realista y como consecuencia, Monteverde aniquiló la República proclamada el año anterior y restauró el sistema monárquico en la provincia de Venezuela. Francisco de Miranda fue apresado y enviado a Puerto Rico y luego al Arsenal de la Carraca (Cádiz), y la mayoría de los oficiales patriotas fueron al exilio.

### Revés político-militar
Monteverde asumió entonces la jefatura territorial en Venezuela con el cargo de Capitán General, restableciendo momentáneamente la autoridad de la Corona Española. Ya instalado en Caracas, concibió un plan ofensivo contra la Provincias Unidas de la Nueva Granada, el cual sería puesto en ejecución a comienzos de 1813. En dicha operación participarían las fuerzas que tenía destacadas en Barinas y los Andes; sin embargo, este plan fue alterado como consecuencia de las acciones en oriente y occidente, a cargo de los coroneles Santiago Mariño y Simón Bolívar respectivamente. A comienzos de enero de 1813, procedente del islote de Chacachacare, una expedición armada, bajo el mando de Mariño, desembarcó en las costas orientales de Venezuela, tomando con éxito el puerto de Güiria, donde no había guarnición realista y tras algunas acciones rápidas y sorpresivas, dominando la plaza de Maturín. Informado de tales sucesos, Monteverde se embarcó en La Guaira el 21 de abril, con una fuerza cercana a los trescientos efectivos. El 3 de mayo llegó a Barcelona, donde aumentó su columna a unos quinientos hombres, para llegar finalmente el día 25 de ese mes a Maturín, defendido ahora por Manuel Piar. Allí ejecutó un ataque contra las posiciones republicanas, pero la acción devino en completo fracaso para las armas realistas.
Bolívar, en tanto, comenzó su Campaña Admirable, entrando desde Nueva Granada por los Andes venezolanos. Preocupado por este avance, Monteverde estableció entonces su cuartel general en Valencia, el punto de la llanura donde convergían los caminos de Barinas, de los Andes y de Maracaibo. Su flanco derecho estaba guarnecido por el castillo San Felipe de Puerto Cabello y su retaguardia se apoyaba en Maracay y La Victoria. Su posición militar era tan buena como había sido la de Miranda en 1812; sin embargo, había perdido ya buena parte del apoyo popular que había logrado cosechar el año anterior: el pueblo que lo había llevado de Coro a la capital, lo había dejado solo frente a Santiago Mariño en Maturín y lo dejaba solo frente a Simón Bolívar en Valencia, tal vez porque su movimiento ya no encarnaba las aspiraciones y necesidades populares. Esto en gran medida pudo deberse por las quejas realizadas por la Real Audiencia de Valencia (institución con representación popular) contra Monteverde por su conducta inicua contra la población y abusar de las libertades de Ley marcial, concedidas por la Corona, para realizar actos ilegales (según las Leyes de Indias) con tal de lograr una represión brutal ante sus enemigos en la guerra fratricida, dirigiendo mucha atención a los Canarios.

"algunos funcionarios españoles, cumplidores de sus deberes y dotados de espíritu político, esforzábanse en impedir las violencias e invocaban las leyes de Indias, los fueros, la Constitución reciente, las instrucciones de la Península. Afluían las quejas a España, sin que las atendiesen las autoridades, impotentes ante la rebelión de quienes se decían sus propios agentes. Don Francisco de Paula Vílchez, magistrado de la Audiencia, escribía al ministro de Gracia y Justicia: «Allí no se conoce más autoridad ni más ley que la libre voluntad de Don Domingo Monteverde...». La Real Audiencia, reconstituida en Valencia, se eleva en vano contra aquellos actos despóticos e ilegales «que provocan por todos los medios imaginables la paciencia de los vecinos». Las Cortes de Cádiz habían votado, el 21 de octubre de 1812, a proposición del diputado Calatrava, contratulaciones a la Regencia por los acontecimientos de Venezuela y no se sabe a ciencia cierta si aquellos representantes entendían así aprobar la capitulación o su rompimiento por la banda canaria. La Audiencia resolvió denunciar al gobierno metropolitano los excesos de esta última. Venezuela —decía el alto tribunal el 9 de febrero de 1813— estaba entregada al omnímodo despotismo militarista, ejercido sin sujeción a ninguna norma jurídica ni política, puesto que hasta ciertos jueces se hacían cómplices de los agentes del poder público: «Que la arbitrariedad, resentimiento y venganza de los jueces tuvieron mucha parte en aquellos procedimientos: que por informes verbales se decidía y ejecutaba la prisión de los vecinos, embargándoles sus bienes, depositándolos en personas sin responsabilidad y expatriándolos sin formalidad de proceso; que así se hallaban reos sin causa, otros cuya procedencia se ignoraba, otros que no se sabía quién los mandó a prender, y otros que el que los prendió no podía dar razón del motivo de su prisión». Era la misma tiranía anónima e irresponsable que Miranda conociera en Francia bajo la Revolución. Cuando las quejas de parientes o amigos merecían la atención de Monteverde, éste se dignaba ordenar: «Solicítese quién puso preso a este individuo». Arrancábase a los sospechosos de sus casas en medio del llanto de las mujeres. «Peor que entre los cafres», decía el fiscal Don José Costa Gali, futuro miembro de la Audiencia de Madrid. Veíanse extraordinarias contradicciones. Los canarios inventaban complots de blancos o de pardos, como pretextos de venganzas personales. Pero, a veces, se ponía a alguna persona en libertad si hallaba un isleño que prestase fianza. Heredia ensayaba conciliar tales violencias con los artículos de la capitulación, preparando contra los canarios las severidades que se leen en sus Memorias [sobre las revoluciones de Venezuela]."
Caracciolo Parra Pérez

Inclusive, Monteverde llegó a recibir cartas de protesta de parte de la Real Audiencia por sus acciones llenas de arbitrariedad (con juicios de hipocresía por caer en los mismos vicios de los enemigos que decía combatir), siendo denunciado de haber hecho dilapidación y robo de los caudales públicos, así como estar mandando a la Capitanía General de Venezuela al borde de una Anarquía disfrazada de Despotismo Militarista, por el cual hubo confiscación de bienes y condenaciones a muerte, presidio o destierro realizadas de manera ilegal, así como persecuciones arbitrarias por la más mínima sospecha de supuesta participación en la Revolución de Venezuela, afectando a personas inocentes de todas las clases sociales y ajena a la conspiración hecha por los patricios mantuanos. La respuesta de Monteverde al fiscal, del 7 de marzo de 1813, pueden ser sintetizadas del siguiente modo:

"Si para sacudir todo yugo y desobedecer a las leyes de la monarquía proclamaban los republicanos la libertad y la independencia, en nombre de los principios a la sazón en boga, Monteverde, remedándoles, invocaba las circunstancias, los derechos de la nación, la salud de los pueblos como ley suprema y su adhesión al Rey"

La llegada desde España del Regimiento de Granada, comandado por el coronel Miguel Salomón, en septiembre de 1813, le permitió emprender una ofensiva desde Puerto Cabello hacia Valencia para tratar de recuperar el territorio del centro. Inició su ofensiva a la cabeza de algo más de mil hombres; pero la vanguardia fue destruida en Bárbula por el ejército patriota al mando del coronel Atanasio Girardot, el 30 de septiembre, y el grueso de su columna durante el combate de Las Trincheras, el 3 de octubre. En esta acción resulta gravemente herido, perdiendo casi toda la mandíbula inferior y quedando incapacitado para proseguir la guerra. El enfrentamiento terminó en la derrota total de los realistas, que fueron forzados a huir a Puerto Cabello, resistiendo un asedio por las fuerzas de Bolívar. Cuando el año 1813 se acercaba a su fin y debido a su delicado estado de convalecencia, fue convencido por el general Juan Manuel de Cajigal y Martínez de entregar el mando, lo que realizó el 28 de diciembre de 1813, partiendo hacia Puerto Rico para finalmente, en septiembre de 1816, seguir hacia España.
Las consecuencias del gobierno personalista de Monteverde, y de otros realistas controvertidos como José Tomás Boves, solo terminaría debilitando al gobierno español y que surjan caudillos regionales que lucharían por el reparto del poder (incluso entre realistas de corte liberal y antiliberal), donde los corianos que lucharon por Monteverde estarían en conflicto militar o político con los mantuanos y andinos que luchaban por Bolívar, o los orientales y guyaneses de Mariño, o los llaneros de Boves. Haciéndose así más sangrienta la guerra civil, vuelta guerra de castas, donde la estrategia de buscaba ganarse la confianza, o amenazar de aterrorizar al pueblo siendo más violento que el contrincante, se volvió una constante. Todo esto debido a que el fin principal de Monteverde fue la de comandar las reacciones contrarrevolucionarias de la población local contra la Junta Suprema de Caracas, para que una vez siendo victorioso, evadiera su deber de reconocer a sus legítimos superiores de la Real Audiencia de Caracas y la Capitanía General de Venezuela, para posteriormente instaurar su propio gobierno y darle beneficios a sus partidarios a través de conceder puestos de poder sin pasar por el control de calidad y verificación que se requería formalmente por pautas de la ley española. Teniendo la suerte de ganarse el reconocimiento de las Cortes de Cádiz frente al colapso de todas las jerarquías realistas originales, no sin crítica por parte de las autoridades realistas muy descontentas por el régimen obtenido y que hacía que la gente del pueblo llano se aleje de la causa del rey con tal de deshacerse de la mala experiencia que se vivía.

"Los pueblos se han sometido con generosidad al gobierno legítimo, pero ya tal vez no pensarán así, a causa del modo con que han sido tratados por los jefes del ejército”
Tribunal a la Regencia 9 de febrero de 1813.

## Regreso a España
Al llegar a España, ya en el año de 1817, fue ascendido a Brigadier y condecorado con la gran cruz de la Orden de Isabel la Católica y la Cruz Laureada de San Fernando, en su segunda clase, en reconocimiento a los servicios prestados a la Corona. Intentó recuperar rápidamente su delicado estado de salud, quebrantado por las numerosas heridas recibidas en combate; sin embargo, ello le llevó casi seis años, hasta 1823. Sintiéndose repuesto, aceptó su nombramiento como Capitán General de Puerto Rico, pero poco después tuvo que renunciar al percibir que su salud se hallaba gravemente deteriorada.
Regresó de nuevo a la península, donde en 1824 se le ascendió a Jefe de Escuadra, ciñéndole el cargo de Comandante Principal de los Tercios de Levante. En 1827 fue creada la Brigada Real de Marina, que reunía por primera vez a las armas de Infantería de Marina y la Artillería de Marina, de la cual fue nombrado su primer coronel general. Durante un pronunciamiento militar ocurrido el 3 de marzo de 1831, fue hecho prisionero por los sublevados y al ser vencida la intentona de rebelión, fue puesto en libertad, pero posteriormente fue sometido a consejo de guerra. Sin embargo, fue absuelto y ratificado en sus cargos. Su salud, nunca completamente recuperada, comenzó a agravarse progresivamente y finalmente, falleció en la Isla de San Fernando, en Cádiz, el 15 de septiembre de 1832.

## Batallas en las que participó
- Sitio de Tolón: 18 de septiembre-18 de diciembre de 1793 (derrota).
- Batalla del Cabo de San Vicente: 14 de febrero de 1797 (derrota).
- Batalla de Trafalgar: 21 de octubre de 1805 (derrota).
- Batalla de la Poza de Santa Isabel: 14 de junio de 1808 (victoria).[6]
- Batalla de Talavera: 28 de julio de 1809 (victoria).
- Batalla de Valencia: 3 de mayo de 1812 (victoria).[7]
- Batalla de Maturín: 25 de mayo de 1813 (derrota).
- Batalla de Bárbula: 30 de septiembre de 1813 (derrota).
- Batalla de Las Trincheras: 3 de octubre de 1813 (derrota).